# STS-27
STS-27 var den tjugosjunde flygningen i det amerikanska rymdfärjeprogrammet och den tredje i ordningen för rymdfärjan Atlantis. Den sköts upp från Pad 39B vid Kennedy Space Center i Florida den 2 december 1988. Efter drygt fyra dagar i omloppsbana runt jorden återinträdde rymdfärjan i jordens atmosfär och landade vid Edwards Air Force Base i Kalifornien.
Flygningen gjordes på uppdrag av USA:s försvarsdepartement.

## Start och landning
Starten skedde klockan 09:30 (EST) 2 december 1988 från Pad 39B vid Kennedy Space Center i Florida.
Landningen skedde klockan 15:36 (PST) 6 december 1988 vid Edwards Air Force Base i Kalifornien.

## Uppdragets mål
Huvuduppgiften för detta uppdrag tillkännagavs inte, eftersom det var för amerikanska försvarsdepartementets räkning. Senare har det bekräftats att målet med flygningen var att placera den första Lacrosse spionsatelliten i omloppsbana runt jorden. Satelliten kallades USA-34.

## Noterbart

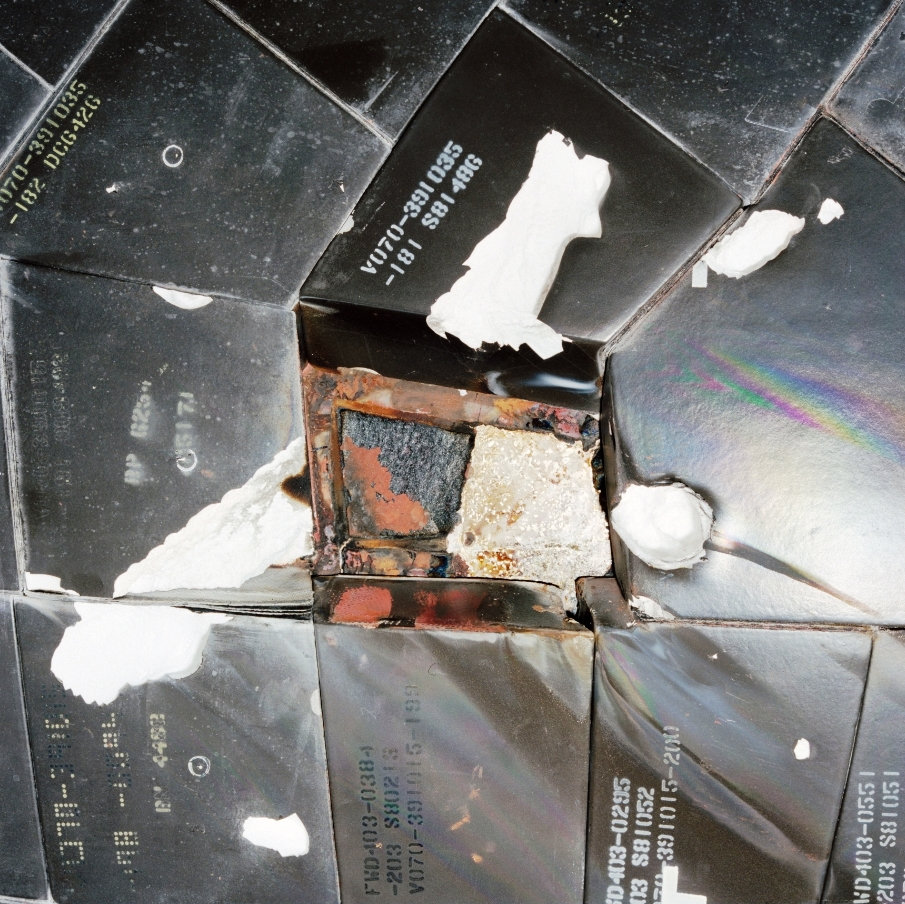
Skadan fotograferad efter landning